# Willi Eichhorn
Willi Eichhorn (Walldorf, 23 agosto 1908 – Mannheim, 24 maggio 1994) è stato un canottiere tedesco.

## Palmarès

### Olimpiadi
- 1 medaglia:
  - 1 oro (Berlino 1936 nel due senza)